# Potkraj (Široki Brijeg)
Potkraj es un pueblo ubicado en el municipio de Široki Brijeg, en el cantón de Herzegovina Occidental, Bosnia y Herzegovina.

## Superficie
Posee una superficie de 2,06 kilómetros cuadrados.

## Demografía
Hasta 2013 la población era de 424 habitantes, con una densidad de población de 205,8 habitantes por kilómetro cuadrado. El 49,5% correspondía a hombres y el 50,5% a las mujeres.